# Кюрлево
Кю́рлево (рос. Кюрлево, чув. Кĕрлев) — присілок у Чувашії Російської Федерації, у складі Штанаського сільського поселення Красночетайського району.
Населення — 92 особи (2010; 134 в 2002, 239 в 1979, 343 в 1939, 394 в 1927, 295 в 1897, 228 в 1859, 89 в 1795). Національний склад — чуваші, росіяни.
Національний склад (2002):
- чуваші — 99 %

## Історія
До 1835 року селяни мали статус державних, до 1863 року — удільних, займались землеробством, тваринництвом, виробництвом взуття та коліс. 1930 року створено колгосп «Будьонний». До 1920 року присілок входив до складу Атаєвської волості Курмиського повіту (у період 1835–1863 років — у складі Атаєвського удільного приказу), до 1927 року — до складу Атаєвської волості Ядринського повіту. З переходом на райони 1927 року — спочатку у складі Красночетайського, у період 1962–1965 років — у складі Шумерлинського, після чого знову переданий до складу Красночетайського району.

## Господарство
У присілку діє магазин.